# Фавр, Люсьен
Люсье́н Фавр (фр. Lucien Favre; род. 2 ноября 1957, Сен-Бартелеми) — швейцарский футболист и тренер, выступал на позиции полузащитника.

## Карьера игрока

### Клубная карьера
На клубном уровне Люсьен Фавр как игрок был заигран за такие клубы, как «Лозанна», «Ксамакс», «Тулуза», «Серветт». В сентябре 1985 года после столкновения с защитником Пьер-Альбером Шапюиза получил серьёзную травму колена и выбыл из футбола на 8 месяцев. До сих пор этот эпизод известен как один из самых страшных фолов в футболе Швейцарии. Фавр объявил о завершении карьеры футболиста в 1991 году.

### Карьера в сборной
Люсьен Фавр провёл за сборную Швейцарии 24 матча. Свой первый и единственный гол за сборную он забил во время своего дебютного матча против сборной Нидерландов 1 сентября 1981 года. Последний матч за национальную сборную Люсьен Фавр провёл против сборной Португалии 26 апреля 1989 года (1:3).

## Карьера тренера
В 2001 году выиграл Кубок Швейцарии с клубом «Серветт». В швейцарском «Цюрихе» выиграл два чемпионата Швейцарии (2006 и 2007), за что дважды был признан тренером года в Швейцарии, и один Кубок страны (2005).
1 июля 2007 года Люсьен Фавр возглавил «Герту», с которой завершил сезон 2008/09 на 4-м месте в Бундеслиге. Был уволен осенью 2009 года после шести поражений подряд, когда команда занимала последнее место в турнирной таблице чемпионата Германии. «Герта» в итоге вылетела во вторую Бундеслигу.
14 февраля 2011 года назначен на пост главного тренера немецкого клуба «Боруссия» (Мёнхенгладбах), когда клуб после 22 туров занимал последнее 18-е место, имея в своём активе 16 очков. Под его руководством команда в сезоне 2011/12 заняла 4-е место в Бундеслиге, а в сезоне 2014/15 — 3-е, пробившись в Лигу чемпионов. 20 сентября 2015 года подал в отставку с поста главного тренера, после того как сезон 2015/16 «Боруссия» начала с пяти поражений подряд в пяти матчах чемпионата Германии. В том же сезоне отклонил предложение «Ганновера» возглавить клуб.
В 2016 году Фавр возглавил французскую «Ниццу» и в первый же сезон привёл команду к бронзовым медалям чемпионата, что стало лучшим результатом команды более чем за 40 лет. После последнего матча в сезоне 2017/18 Люсьен Фавр ушёл из команды.
22 мая 2018 года Фавр был официально представлен как новый главный тренер «Боруссии» Дортмунд — с контрактом сроком до 30 июня 2020 года. Во время своего дебютного сезона в клубе стал первым тренером в дортмундском клубе, который не проиграл первые 15 матчей с командой в чемпионате. 18 июня 2019 года дортмундская «Боруссия» продлила контракт с Фавром до июня 2021 года. 13 декабря 2020 года был уволен со своего поста после поражения от «Штутгарта» со счётом 1:5.

## Достижения

### Как игрока
«Серветт»
- Чемпион Швейцарии: 1985

### Как тренера
«Серветт»
- Обладатель Кубка Швейцарии: 2001

«Цюрих»
- Чемпион Швейцарии (2): 2006, 2007
- Обладатель Кубка Швейцарии: 2005

«Боруссия» Дортмунд
- Обладатель Суперкубка Германии: 2019

### Личные
- Футболист года в Швейцарии: 1983
- Футбольный тренер года в Швейцарии (2): 2006, 2007